# 456년

## 연호
- 유송(劉宋) 효건(孝建) 3년
- 북위(北魏) 태안(太安) 2년

## 기년
- 유송(劉宋) 효무제(孝武帝) 3년
- 북위(北魏) 문성제(文成帝) 5년
- 신라(新羅) 눌지 마립간(訥祗麻立干) 40년
- 고구려(高句麗) 장수왕(長壽王) 44년
- 백제(百濟) 개로왕(盖鹵王) 2년

## 사건
신라가 당과함께 고구려를 쳐 고구려는 멸망하였다.